# Любушин, Вадим Валерьевич
Вадим Валерьевич Любушин (28 июня 1967, Ташкент, Узбекская ССР, СССР) — советский и узбекистанский футболист, универсал.

## Биография
Вадим Любушин родился 28 июня 1967 года в Ташкенте.
Занимался футболом в ташкентской ДЮСШ «Трудовые резервы».
В течение карьеры выступал на разных позициях — защитника, полузащитника, нападающего. В 1985 году дебютировал во второй лиге в составе «Хивы». Впоследствии выступал в составе одного из сильнейших коллективов чемпионата Эстонской ССР — таллинской «Звезды» (1986—1987). В 1986 году в составе сборной Эстонской ССР участвовал в футбольном турнире летней Спартакиады народов СССР, где одним из его партнёров был Валерий Карпин, в будущем футболист сборной России. Эстонцы заняли 3-е место в группе и не попали в полуфинальный турнир.
В 1988 году вернулся в Узбекистан, играл во второй лиге за «Сельмашевец»/«Чирчик» из Чирчика (1989—1990) и «Сохибкор» из Халкабада (1989), за четыре сезона провёл 68 матчей, забил 3 мяча.
После того как Узбекистан стал независимым, играл в высшей лиге чемпионата страны за «Касансайчи» из Касансая (1992), «Согдиану» из Джизака (1993), МХСК из Ташкента (1993), «Динамо-Насаф» из Карши (1996), «Хорезм» из Ургенча (1997). С «Согдианой» достиг высшего результата в карьере: команда заняла 4-е место в чемпионате страны. Сыграл в узбекистанской высшей лиге 53 матча, забил 5 мячей. В 1997 году завершил игровую карьеру.

## Семья
Отец Вадима Любушина Валерий Любушин (1940—2011) — советский футболист, выступавший за ташкентский «Пахтакор», мастер спорта. Впоследствии работал тренером и начальником в узбекистанских командах.